# 戈德蘇爾灣

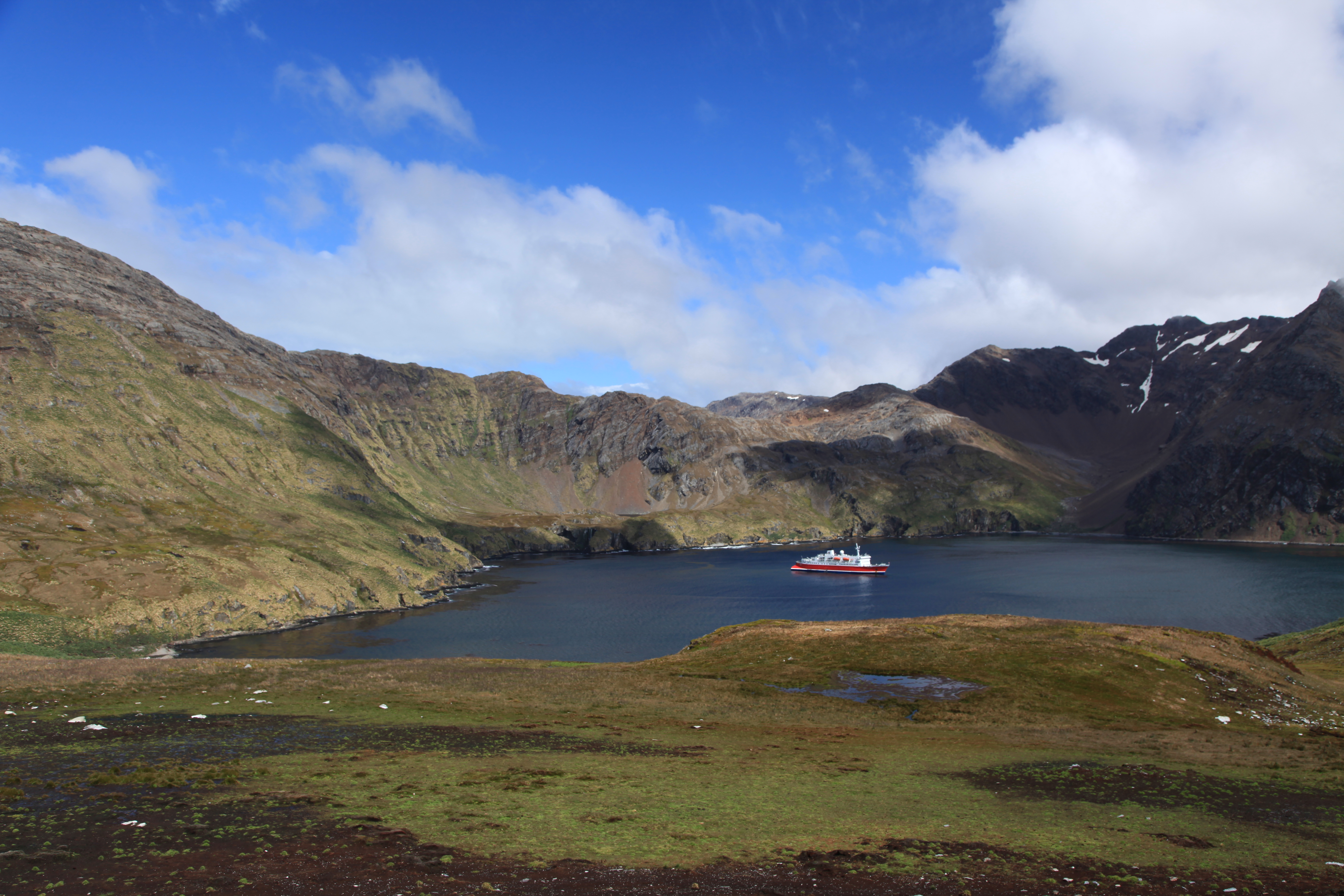

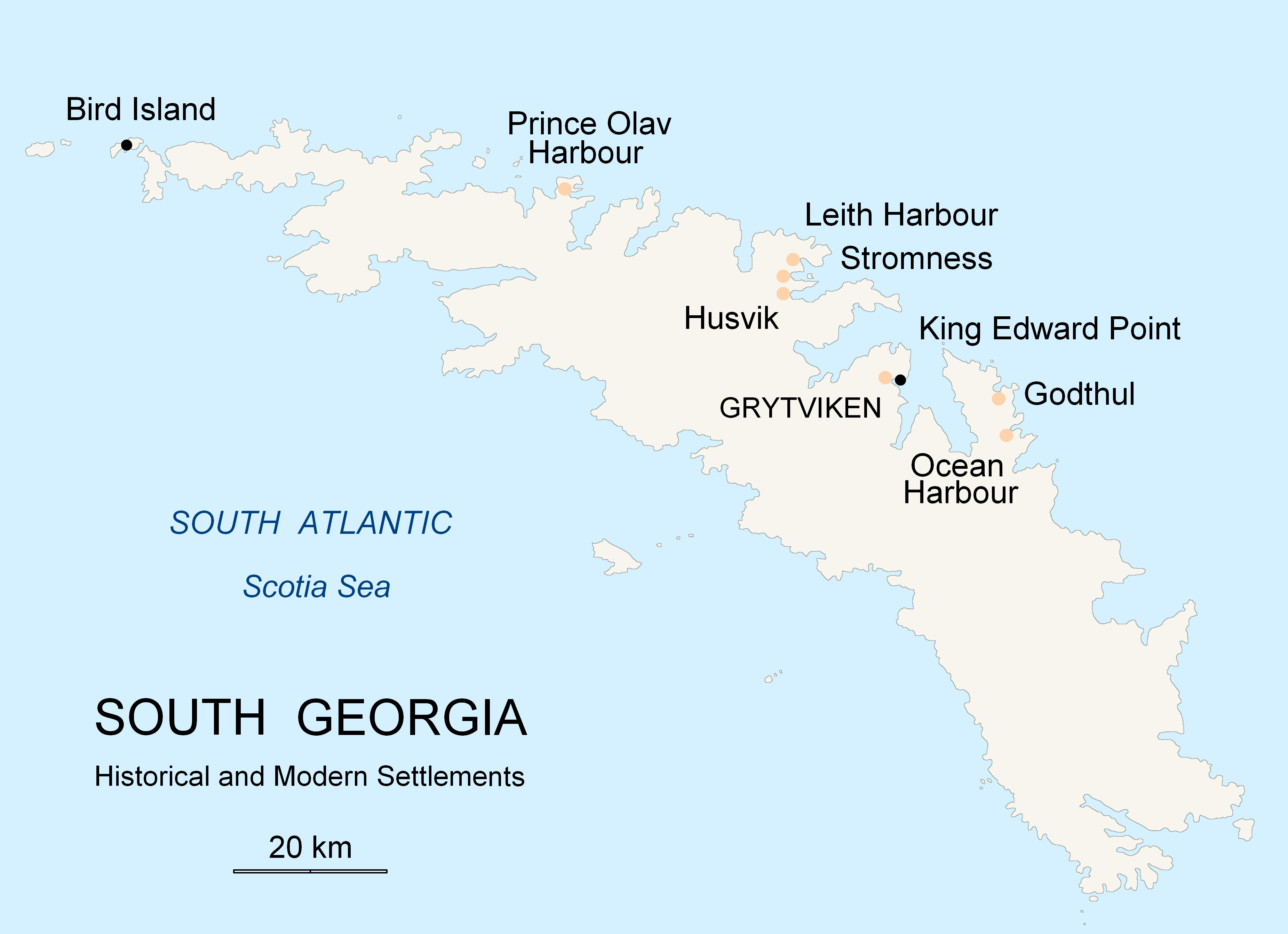

戈德蘇爾灣（英語：Godthul），是位於南佐治亞的海灣，處於昆伯蘭東灣和海洋港之間，長1.6公里，名稱可追溯至二十世紀初，由英國海外領土南佐治亞及南三文治群島管轄。此處曾有捕鯨站，但現已廢棄。